# ریچارد کوگلن
ریچارد کوگلن (۲ سپتامبر ۱۹۴۷ - ۱ دسامبر ۲۰۱۳)   یک موسیقیدان انگلیسی بود که بیشتر به عنوان درامر و نوازنده سازهای کوبه‌ای گروه راک پیشرو کاروان در صحنه کانتربری شناخته می‌شد. او یکی از اعضای بنیان‌گذار گروه کاروان در سال ۱۹۶۸ بود و تا زمان مرگش در این گروه باقی ماند. آل‌میوزیک، کافلن را «یکی از قدیمی‌ترین نوازندگان راک هنری» نامید. 